# Held by the Enemy
Held by the Enemy és una pel·lícula muda de la Paramount dirigida per Donald Crisp i protagonitzada per Agnes Ayres, Jack Holt i Wanda Hawley. Basada l'obra de teatre homònima de William Gillette, la pel·lícula es va estrenar el 24 d'octubre de 1920.

## Argument
Durant la Guerra Civil Nord-americana, el marit de Rachel Hayne, un soldat confederat, és donat per mort i la ella queda en mans dels enemics en quedar la casa dins de les línies ocupades pels soldats de la Unió. La dona és protegida dels saquejadors pel coronel Prescott, de qui de mica en mica s'enamora. La noia també rep les atencions del cirurgià militar Fielding de qui cultiva l'amistat per tal d'obtenir quinina i poder-la passar als soldats confederats.
Prescott és apunt de declarar el seu amor a Rachel quan apareix Gordon, el marit de Rachel, que és capturat, acusat d'espia i condemnat a mort. Gordon intenta fugir però és ferit d'un tret. Rachel intenta que pugui escapar simulant que en realitat ha mort. Mentre Gordon és dut en llitera a l'hospital, Fielding demana un examen del cos i descobreix que és viu. Fielding acusa el seu rival Prescott d'ordir un complot per fer escapar l'espia de l'hospital. El general Stanton aixeca la mortalla del cos, només per trobar que Gordon s'ha suïcidat, alliberant tant Rachel com Prescott.

## Repartiment
- Agnes Ayres (Rachel Hayne)
- Wanda Hawley (Emmy McCreery)
- Jack Holt (coronel Charles Prescott)
- Lewis Stone (capità Gordon Haine)
- Josephine Crowell (Sarah Hayne)
- Lillian Leighton (Clarissa)
- Robert Cain (cirurjà brigada Fielding)
- Walter Hiers (Thomas Beene)
- Robert Brower (oncle Rufus)
- Clarence Geldart (general Stanton)
- Byron Douglas